# Time Runner - I dominatori della Terra
 Time Runner - I dominatori della Terra (Time Runner), anche noto come Ritorno dal futuro, è un film canadese-statunitense del 1993 diretto da Michael Mazo.
Malgrado la somiglianza del titolo alternativo della distribuzione italiana, non ha nulla a che fare con Ritorno al futuro del 1985 di Robert Zemeckis né con la celebre serie cinematografica da esso derivata.

## Trama
Nel 2022 la Terra unita sotto un'unica guida è attaccata da invasori alieni e l'unico modo per difenderla è quello di riattivare una vecchia arma, lo scudo stellare. Il protagonista, il capitano Michael Raynor, viene spedito indietro nel tempo a causa di un'anomalia spaziotemporale; dovrà cercare di riattivare lo scudo tra mille difficoltà e riuscirà a smascherare John Neila, la guida del pianeta, che si scoprirà essere uno degli alieni.

## Critica
(FantaFilm)